# Edmond Perrier
Jean Octave Edmond Perrier, född den 9 maj 1844 i Tulle, död den 31 juli 1921 i Paris, var en fransk zoolog. Auktorsnamnet E.Perrier kan användas för Edmond Perrier i samband med ett vetenskapligt namn inom botaniken; se Wikipediaartiklar som länkar till auktorsnamnet.
Perrier, som var chef för naturhistoriska museet i Paris, var verksam på olika områden av sitt ämne och utvecklade ett livligt författarskap, till vars mera uppmärksammade alster hör Les colonies animales et la formation des organismes (1881; 2:a upplagan 1898), Les explorations sous-marines (1886), L'intelligence des animaux (1887), Le transformisme (1888), Traité de zoologie (25 band, 
1892-99) samt ett stort antal uppsatser i facktidskrifter. Perrier blev ledamot av Institutet 1892 och av Fysiografiska sällskapet i Lund 1902.